# Тареева, Ирина Евгеньевна
Тареева Ирина Евгеньевна (9 июня 1931 — 20 апреля 2001) — советский и российский нефролог и терапевт. Член-корреспондент РАМН, заведующая кафедрой нефрологии ММА им. И. М. Сеченова.

## Биография
Родилась в Москве 9 июня 1931 года. Её дедом по отцовской линии был философ Михаил Михайлович Тареев, а отцом — советский терапевт Евгений Михайлович Тареев. Мать — профессор-кардиолог Галина Александровна Раевская.
В 1955 году окончила Первый Московский медицинский институт им. И. М. Сеченова. Ординатуру и аспирантуру прошла в Институте переливания крови в Москве, где занималась проблемами гепатологии: клиникой, диагностикой, лечением и исходами эпидемического гепатита, а также функциональными гипербилирубинемиями.
С 1961 года занималась нефрологией, работая в академической группе отца при НИИ кардиологии АМН СССР. Докторская диссертация Тареевой (1972) посвящена волчаночному гломерулонефриту. В 1975 году перешла в Первый Московский медицинский институт им. И. М. Сеченова и в том же году возглавила проблемную лабораторию нефрологии в Клинике терапии и профессиональных заболеваний (ныне Клиника нефрологии, внутренних и профессиональных заболеваний им. Е. М. Тареева). С 1981 г. — профессор кафедры нефрологии и гемодиализа факультета послевузовского профессионального образования. С 1991 года одновременно возглавляла кафедру нефрологии и гемодиализа факультета послевузовского профессионального образования, а с 1996 года — Федеральный центр нефрологии и гемодиализа, созданный на их базе. С 1995 г. — член-корреспондент РАМН.
Автор более 300 научных работ, в том числе 7 монографий по различным разделам внутренней медицины, и двух руководств по нефрологии. Среди них монографии «Эпидемический гепатит» (1970), «Основы нефрологии» (1972), «Волчаночный нефрит» (1976), «Сателлитные нефропатии» (1976), «Клиническая нефрология» (1983), «Диагностика и лечение заболеваний почек» (1985), «Лечение гломерулонефритов» (2000). Автор глав в руководстве «Диагностика и лечение внутренних болезней» (1992), а также в «Справочнике по нефрологии» (1986). Главный редактор руководства «Нефрология».
Вместе со своим отцом, академиком Е. М. Тареевым, являлась основоположником советской, а затем российской нефрологической школы. Под её руководством написано 6 докторских и 29 кандидатских диссертаций.
Являлась главным нефрологом МЗ СССР (до 1992 года), членом правления Всесоюзного общества нефрологов, затем Общества нефрологов России. С 1999 года возглавляла его. Была членом редколлегии международного журнала «Нефрон», постоянным участником международных нефрологических симпозиумов и конгрессов. За заслуги в области медицины присвоено звание заслуженный деятель науки России, она награждена орденом «За заслуги перед Отечеством» II степени.
Похоронена в Москве на Новодевичьем кладбище.

### Вклад в организацию здравоохранения
Принимала участие в становлении и развитии советской, а затем российской нефрологической службы. В 90-е годы внесла большой вклад в создание Научного общества нефрологов России (НОНР), преемника Всесоюзного общества нефрологов. На втором (пятом) съезде НОНР избрана его председателем. Активно участвовала в создании единого Российского регистра больных терминальной почечной недостаточностью.

## Награды
- заслуженный деятель науки России;
- медаль ордена «За заслуги перед Отечеством» II степени;
- Государственная премия СССР.